# Трубадур (опера)
«Трубадур» (итал. Il trovatore) ― опера Джузеппе Верди в 4 действиях, 8 картинах, на либретто Сальваторе Каммарано и Леоне Бардаре. Премьера состоялась 19 января 1853 года в римском театре Аполлона. 
Наряду с «Травиатой» и «Риголетто» «Трубадур» образует так называемую «популярную трилогию» Верди. Даже за пределами мира оперы хорошо известна звучащая в «Трубадуре» мелодия хора цыган с ударами молота по наковальне.
В 1949 году итальянский режиссёр Кармине Галлоне снял по мотивам оперы музыкальный фильм «Трубадур».

## История создания
Верди задумал написать оперу на этот сюжет в начале 1850 года, вскоре после окончания работы над «Луизой Миллер». В письме от 2 января 1850 года к Каммарано он просит его написать либретто по романтической драме испанского драматурга Антонио Гутьерреса «Трубадур» (1836), действие которой частично происходит в Альхаферии. 
Каммарано ответил Верди далеко не сразу: его смутил сюжет драмы, который цензура могла посчитать крамольным. Тем временем Верди, окончив в 1851 году оперу «Риголетто», вновь требует от Каммарано ответа. Наконец, в апреле 1851 года Каммарано присылает Верди вариант либретто, но оно не устраивает композитора. Новый текст Каммарано окончить не успел: летом 1852 года он умирает, и оставшуюся работу берёт на себя поэт Леоне Бардаре. Потрясённый смертью своего друга Каммарано, Верди, тем не менее, продолжил создание оперы и закончил эту работу к концу 1852 года.

## Действующие лица
| Персонажи                                                     | Голоса        |
| ------------------------------------------------------------- | ------------- |
| Граф ди Луна                                                  | Баритон       |
| Леонора, герцогиня                                            | Сопрано       |
| Азучена, цыганка                                              | Меццо-сопрано |
| Манрико, трубадур, её приёмный сын и родной брат графа        | Тенор         |
| Феррандо, начальник графской стражи                           | Бас           |
| Инес, подруга Леоноры                                         | Сопрано       |
| Руис, друг Манрико                                            | Тенор         |
| Старый цыган                                                  | Бас           |
| Гонец                                                         | Тенор         |
| Подруги Леоноры, монахини, приближённые графа, воины, цыгане. |               |

Действие происходит в Бискайе и Арагоне во время междуцарствия начала XV века.

## Содержание
Верди называл действия «частями» и каждому из них предпослал заглавие.

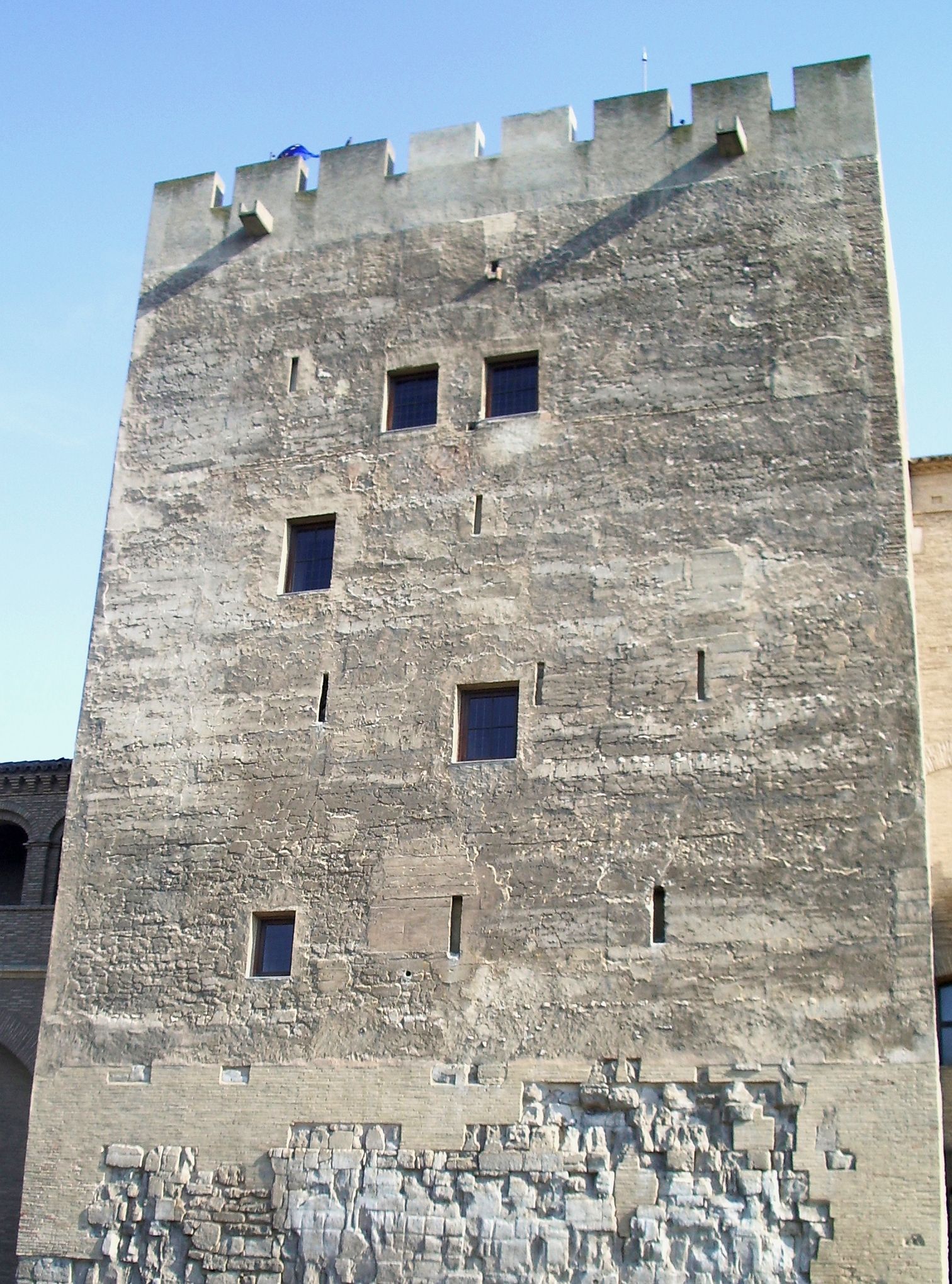
Башня Трубадура в Альхаферии (Сарагоса).

### Действие первое «Дуэль»
Картина первая. Караульный пост у входа в замок молодого графа ди Луна. Феррандо, начальник стражи, будит заснувших стражников. Он предупреждает, что их может застигнуть граф, который часто бродит здесь ночью под окном герцогини Леоноры. Солдаты просят рассказать им таинственную историю о брате графа. Феррандо, чтобы разогнать их сон, охотно соглашается и рассказывает:
«У старого графа ди Луна было два сына. Однажды ночью, когда все в замке спали, в комнату младшего сына пробралась цыганка и околдовала его. Цыганку прогнали, хотя она уверяла, что малютку ждёт счастье. Вскоре ребёнок стал чахнуть. Колдунью поймали и сожгли на костре. Её дочь, молодая цыганка Азучена, поклялась отомстить за мать. В ночь казни она со своим сыном на руках пробралась в замок, выкрала графское дитя из колыбели и бросила в огонь, на котором сгорела её мать. Старый граф после этого прожил недолго и до самой смерти не верил в гибель младшего сына. Перед смертью граф завещал своему старшему сыну разыскать брата. С тех пор тот всюду ищет цыганку, однако его поиски напрасны». Феррандо добавляет, что душа старой колдуньи всё ещё скитается по свету, принимая разные облики. Колокол бьёт полночь, испуганные солдаты и Феррандо уходят.
Картина вторая. Сад Леоноры. Ночь. Леонора с нетерпением ждёт своего возлюбленного, трубадура Манрико. Она рассказывает своей подруге Инес о любви к нему. На последнем певческом турнире он победил всех соперников, и теперь каждую ночь поёт под её окнами. Инес советует забыть это увлечение, так как предчувствие ей подсказывает, что оно погубит Леонору. Девушки уходят в замок. Из чащи раздаётся серенада трубадура. Услышав её, в сад входит ди Луна, влюблённый в Леонору. В темноте Леонора принимает графа за возлюбленного трубадура и выбегает навстречу ему, но из-за облаков показывается луна, и она убеждается в своей ошибке. Из-за деревьев выходит трубадур, в котором граф узнаёт своего заклятого врага Манрико, осуждённого на смерть и изгнанного из Арагона. Ди Луна объявляет тому, что настал его смертный час и вызывает его на дуэль. Оба соперника удаляются, обнажив шпаги, Леонора падает без чувств.

### Действие второе «Цыганка»
Картина первая. Долина в горах Бискайи. Цыганский табор, горят костры. Ещё не рассвело, и люди уже на ногах. Работают, перекликаются, шутят, напевают о жарких солнечных лучах, игристом вине, желанной красотке.
У костра ― цыганка Азучена и её приёмный сын Манрико, которого она только что вылечила после тяжёлого ранения на дуэли с графом. Азучена в грустной песне вспоминает о своей матери, которую жестокие люди сожгли на костре. Ослеплённая жаждой мести, Азучена по ошибке бросила в огонь не сына старого графа, а своего собственного ребёнка. Сына графа, Манрико, Азучена воспитала как родного. Гибель её матери осталась неотомщённой, долг Манрико ― сделать это. Друг Манрико, Руис, говорит ему, что Леонора хочет удалиться в монастырь, решив, что трубадур погиб. Манрико прощается с Азученой и спешит к Леоноре.
Картина вторая. Ночь. К монастырю подходит отряд солдат под началом графа ди Луна и Феррандо. Они хотят похитить Леонору прежде, чем она примет монашеский постриг. Как только она выходит из часовни, граф бросается к ней, но дорогу ему преграждает Манрико со своими друзьями. Отряд графа разбит и спасается бегством. Леонора, не веря своим глазам, бросается в объятия Манрико, которого считала погибшим. 

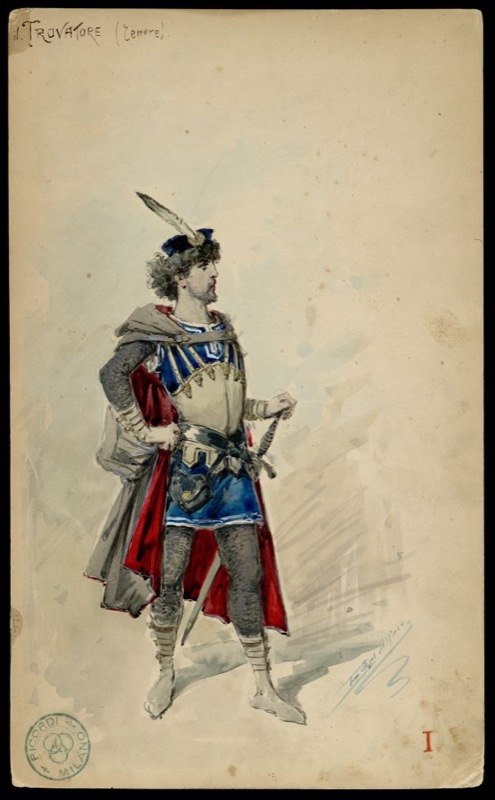
Эскиз костюма Манрико («Ла Скала», 1883)

### Действие третье «Сын цыганки»
Картина первая. Лагерь графа ди Луна. Его войска осаждают крепость, в которой Манрико укрывает Леонору. Солдаты поймали старуху, бродившую вокруг лагеря. Феррандо узнаёт в ней ту самую цыганку, которая когда-то бросила в костёр младшего брата графа. Азучена в отчаянии призывает Манрико. Граф приказывает отвести цыганку в тюрьму и сжечь на костре.
Картина вторая. Часовня при замке. Манрико и Леонора готовы идти к алтарю. Вбегает Руис и сообщает, что граф захватил Азучену и собирается её казнить. Манрико (исполнив духоподъёмную арию Di quella pira) вместе с Руисом и его воинами спешит на выручку, слышен шум оружия. Леонора в отчаянии.

### Действие четвёртое «Казнь»
Картина первая. Перед тюрьмой в замке Кастеллоре. Тёмная ночь. Появляются закутанные в плащи Руис и Леонора. Руис указывает ей на тюремную башню, где томится побеждённый пленник графа ― Манрико. Леонора ради спасения возлюбленного согласна стать женой графа, если он помилует Манрико. Граф соглашается, но Леонора тайно выпивает яд.
Картина вторая. Темница в башне. Манрико утешает осуждённую на казнь Азучену. Они предаются горьким воспоминаниям о минувших днях, о свободной жизни в горах. Отворяется дверь, входит Леонора, от которой Манрико узнаёт, что помилован. Он зовёт Леонору с собой, но та отвечает, что должна вернуться в замок. Манрико догадывается, что пощаду она купила своим бесчестием, и проклинает её. Оскорблённая жестокостью Манрико, Леонора уверяет его в своей невинности и умоляет бежать. Манрико гонит её прочь. Принятый Леонорой яд начинает действовать, и девушка падает замертво на его руки. Вошедший граф ди Луна находит только что ставшую его женой Леонору мёртвой в объятиях врага. Разгневанный обманом, он приказывает увести Манрико на плаху, а сам, глумясь над Азученой, подводит цыганку к окну и указывает ей на казнённого Манрико. Азучена восклицает: «Узнай же всё ― то брат твой! Мать, теперь ты отомщена!» и падает замертво.

## Избранные постановки последних лет
- 1987 — Красноярский государственный театр оперы и балета. Дирижёр — Георгий Муратов. Леонора — Леся Шевченко, Азучена — Жанетта Тараян, Манрико — Гарри Арутюнян, граф ди Луна — Георгий Мотинов, Феррандо — Герман Куклин.
- 2007 — Татарский академический государственный театр оперы и балета им. М. Джалиля. Музыкальный руководитель и дирижёр — Марко Боэми (Италия). Режиссёр-постановщик — Бруно Бергер-Горски (Австрия). Художник — Дирк Хофакер (Германия).
- 2011 — Северо-Осетинский государственный театр оперы и балета. Режиссёр-постановщик — Лариса Гергиева. Дирижёр-постановщик — Евгений Кириллов. Леонора — Алёна Гурьева
- 2012 — Московский театр Новая Опера им. Е. В. Колобова. Музыкальный руководитель и дирижёр — Ян Латам-Кёниг[англ.]. Режиссёр — Марко Гандини. Хормейстер — Наталья Попович. Манрико — Михаил Губский. Леонора — Татьяна Печникова. Граф ди Луна — Анджей Белецкий. Азучена — Анастасия Бибичева.
- 2013 — Государственный академический Мариинский театр. Музыкальный руководитель — Валерий Гергиев. Режиссёр — Пьер Луиджи Пицци. Хореограф — Эмиль Фаски. Хормейстер — Павел Теплов, Дирижёр — Михаил Синькевич, Граф ди Луна — Роман Бурденко, Леонора — Виктория Ястребова, Азучена — Екатерина Семенчук, Манрико — Нажмиддин Мавлянов.
- 2014 — «Санкт‑Петербургский государственный академический театр оперы и балета им. М. П. Мусоргского — Михайловский театр». Постановка Дмитрия Чернякова. Дирижёр — Михаил Татарников. Леонора — Татьяна Рягузова. Азучена — Ильдико Комлоши. Манрико — Арнольд Рутковски. Граф ди Луна — Скотт Хендрикс.
- 2015 — «Метрополитен-опера». Постановка Дэвида Маквикара. Дирижёр — Марко Армилиато[англ.]. Леонора — Анна Нетребко. Азучена — Долора Заджик. Манрико — Ли Ён Хун[англ.]. Граф ди Луна — Дмитрий Хворостовский. Феррандо — Штефан Кочан[3].
- 2019 — Арена ди Верона. Постановка Франко Дзеффирелли. В ролях: Анна Нетребко, Юсиф Эйвазов, Лука Сальси, Долора Заджик. Доступна видеоверсия (174 мин.)